# Axel Lind
Axel Lind, född 1 augusti 1907 i Köpenhamn, död 28 maj 2011 i Skagen i Danmark, var en dansk-svensk målare. 
Axel Lind studerade först sång i Köpenhamn och fick rådet att fortsätta sina sångstudier i Italien. Under tiden i Italien passade han på att bedriva självstudier inom bildkonsten och företog studieresor i Italien och till Frankrike; dessa resor blev fyllda av strapatser som han beskrev i olika tidningsartiklar. Bland annat studerade han sång för Beniamino Gigli i Rom och fick som betalning måla ett porträtt av Gigli som även sammanförde honom med påven vilket resulterade i att han fick måla av Pius XII och sjunga duett med densamme. Bland hans övriga noterbara porträtt märks de över Gösta Ekman och Sophia Loren. Under andra världskriget arbetade han som skribent i Europa och körde som frivillig ambulans i Finland. Han återvände till Danmark och bosatte sig i Skagen där han 1977 öppnade Grenen Kunstmuseum. Samtidig stiftade han sin kulturfond för stipendier till konstnärer och organisationer. Han var under några år bosatt i Villa Lindarna i Hovås och även en tid i en villa på Lidingö. Han ställde ut sin konst i bland annat Vancouver, Quebec, Seattle, Nyköping konstmuseum, Stettin, Teheran, Brisbane och på Sydneys operahus. Hans konst består av porträtt men han är mest känd för sina marin- och landskapsmålningar från Skagen, Sverige, Finland och Italien. Lind är representerad på ett flertal museer och i offentliga byggnader. 